# Dawson, Yukon
Thành phố Dawson, thường được gọi là Dawson City hoặc Dawson, là một thành phố ở Yukon, Canada. Khu đô thị được thành lập bởi Joseph Ladue và được đặt tên vào tháng 1 năm 1897, sau khi nhà địa chất học người Canada George M. Dawson, người đã khám phá và lập bản đồ khu vực vào năm 1887, nó được chọn làm thủ phủ của Yukon từ năm 1898 cho đến khi Whitehorse được chọn làm thủ phủ của tỉnh này vào năm 1952. Diện tích Dawson là 32,45 km2. Dân số khoảng 1.375 người vào năm 2016.